# Ronny Desmedt
Ronny Desmedt est un entraîneur belge de football né le 20 octobre 1946.
Il a d'abord été l’assistant de Georges Leekens au Cercle de Bruges, au FC Bruges et au club turc du Trabzonspor. Puis en 1997-1998, il est de nouveau entraîneur-adjoint au Cercle de Bruges, auprès cette fois-ci de Rudi Verkempinck, qu’il remplace à la mi-saison. La saison suivante, il est remplacé par Dennis Van Wijk mais reste dans l'encadrement technique des Verts et Noirs. Il est alors soit responsable de la formation des jeunes, soit à nouveau entraîneur-adjoint.